# Cimetière d'Arlon
Le cimetière d’Arlon est le lieu de sépulture de la ville  d'Arlon, en Belgique. Ouvert en 1853 il comprend deux sections: catholique et juive.  
Il a été créé en 1853 durant le maïorat de Pierre Hollenfeltz. Trois ans plus tard, en 1856, on y ouvrait une section juive, tournée comme il se doit vers Jérusalem et séparée de la première partie par une haie.
Cette seconde section trouve sa raison d'être dans l’existence d’une forte communauté juive à Arlon au XIXe siècle. Antérieurement à 1856, les juifs décédés à Arlon étaient enterrés au cimetière juif de Luxembourg. Il est aujourd’hui le plus ancien cimetière juif en Région wallonne ; avec le cimetière du Dieweg à Uccle, ils forment un ensemble lapidaire funéraire juif unique en Belgique.
Aujourd’hui, la partie juive du cimetière a un air abandonné car les 99 tombes ont souffert du manque d’entretien. De nombreuses dalles ont glissé et se trouvent en porte-à-faux avec leur socle. D’autres pierres se sont fendues. Le développement de la végétation est contrôlé par l’emploi d’herbicide. En 2005, un chantier de restauration dirigé par deux scientifiques du Musée juif de Belgique à Bruxelles, Philippe Pierret et Olivier Hottois, en collaboration avec des jeunes volontaires européens de l'Aktion Sühnezeichen Friedensdienste (Berlin) et  la communauté israélite d'Arlon, a contribué à la restauration partielle du carré israélite du XIXe siècle. Un inventaire complet et illustré a été publié dans les Annales de l'Institut archéologique du Luxembourg. Cf.bibliographie ci-dessous.
Dans le cimetière commun, la ville d’Arlon exécute depuis plusieurs années, avec l’aide de volontaires, des travaux de rénovation et répare, redresse et nettoie les pierres tombales. 
Cette partie comporte aussi une section militaire.
Le précédent cimetière communal, situé rue des Thermes romains, a été désaffecté en 1853. Son site est toujours identifiable et on y a localisé d'anciens thermes romains. On y voit encore diverses croix des XVIIe, XVIIIe et XIXe siècles.

## Personnalités
Sont enterrés au cimetière d'Arlon :
- Jean-Pierre Nothomb (1807–1880), commissaire d'arrondissement
- Pierre Hollenfeltz (XIXe siècle), bourgmestre
- Joseph Netzer (1836–1907[2]), bourgmestre
- Victorin de Steenhault, gouverneur de la province de Luxembourg
- Jean-George Barnich (1876–1948), ministre
- Numa Ensch-Tesch (1841–1929), bourgmestre
- Famille Gaspar (XIXe siècle-1950)
- Théophile Hénusse (1873-1967), prêtre jésuite, prédicateur de renom
- Albert Eischen, (1895 -1918) Sous-Lieutenant au 23e régiment de ligne, tombé au  champ d'honneur à la fôret d'Houthulst le 30 septembre 1918.

## Galerie

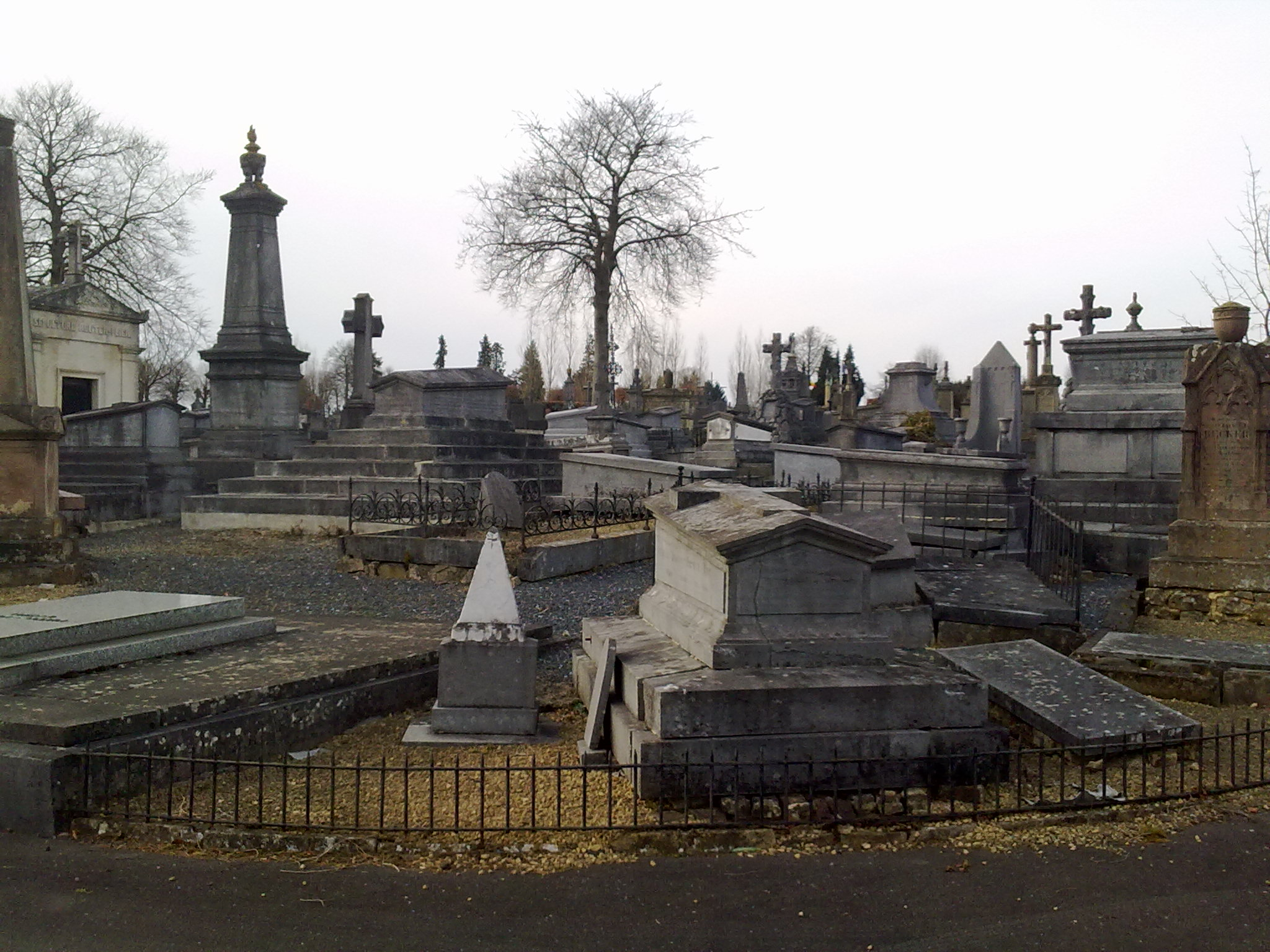
Vue générale.
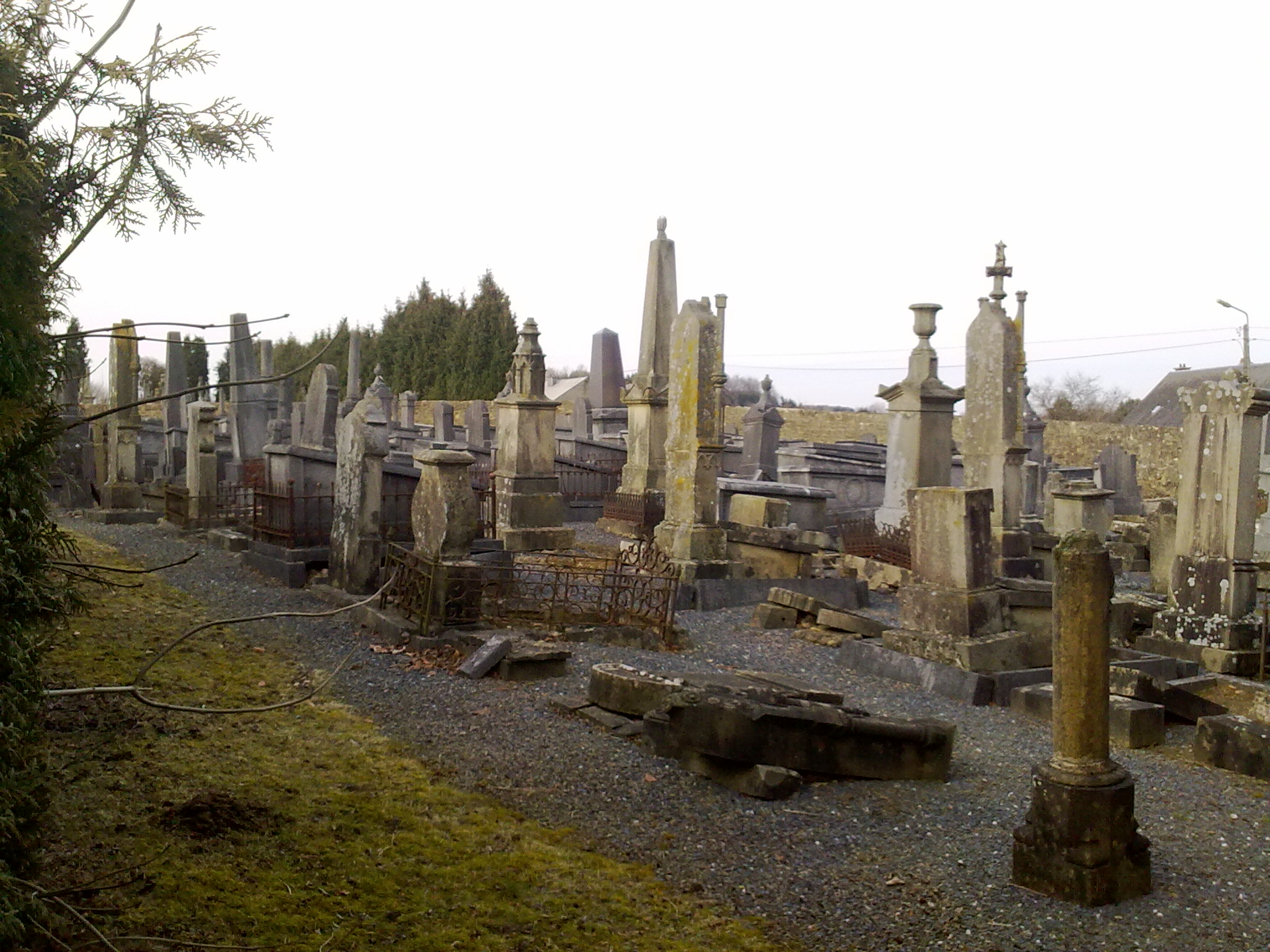
Vue de la section juive.
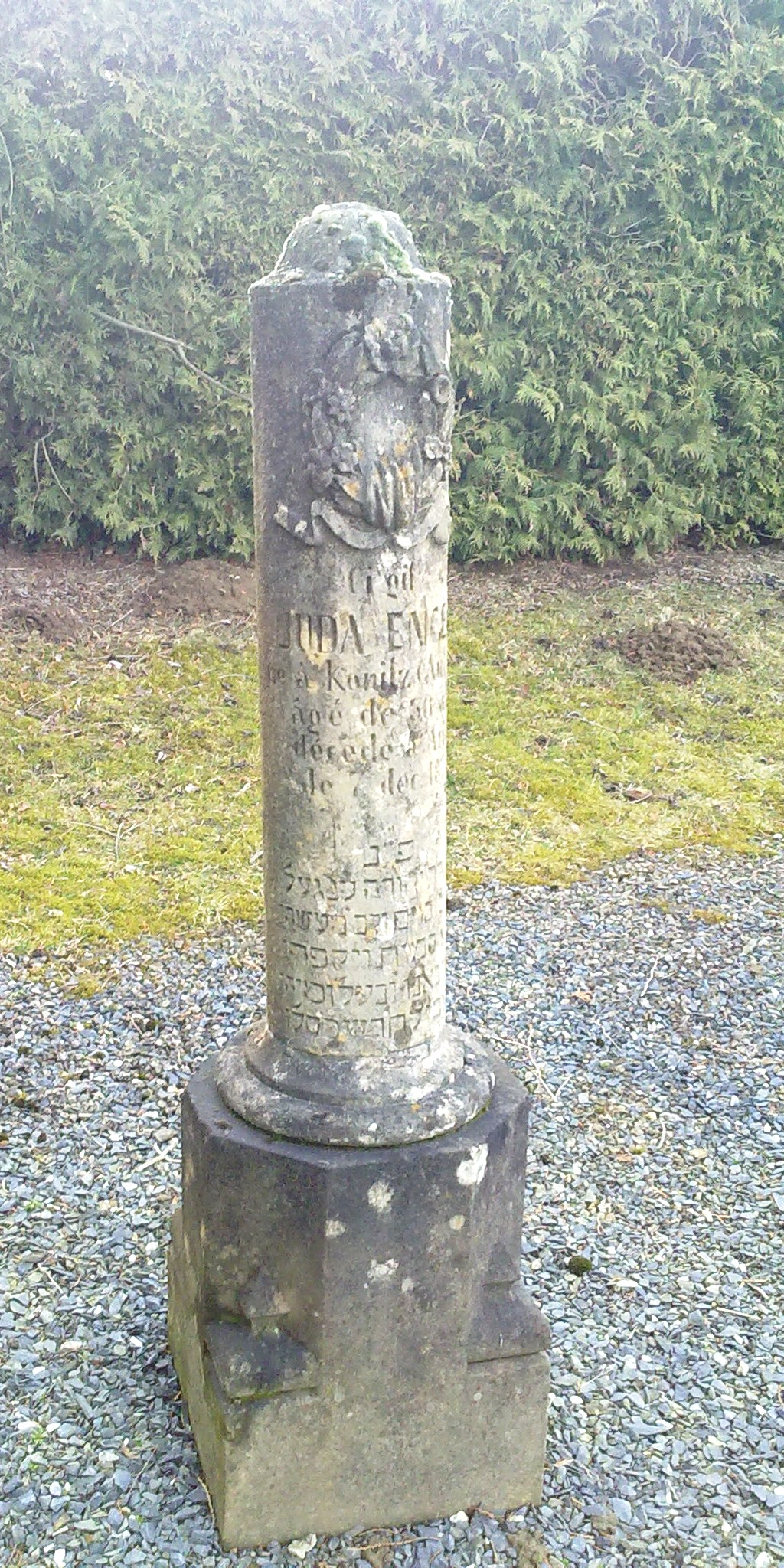
Sépulture dans la section juive.
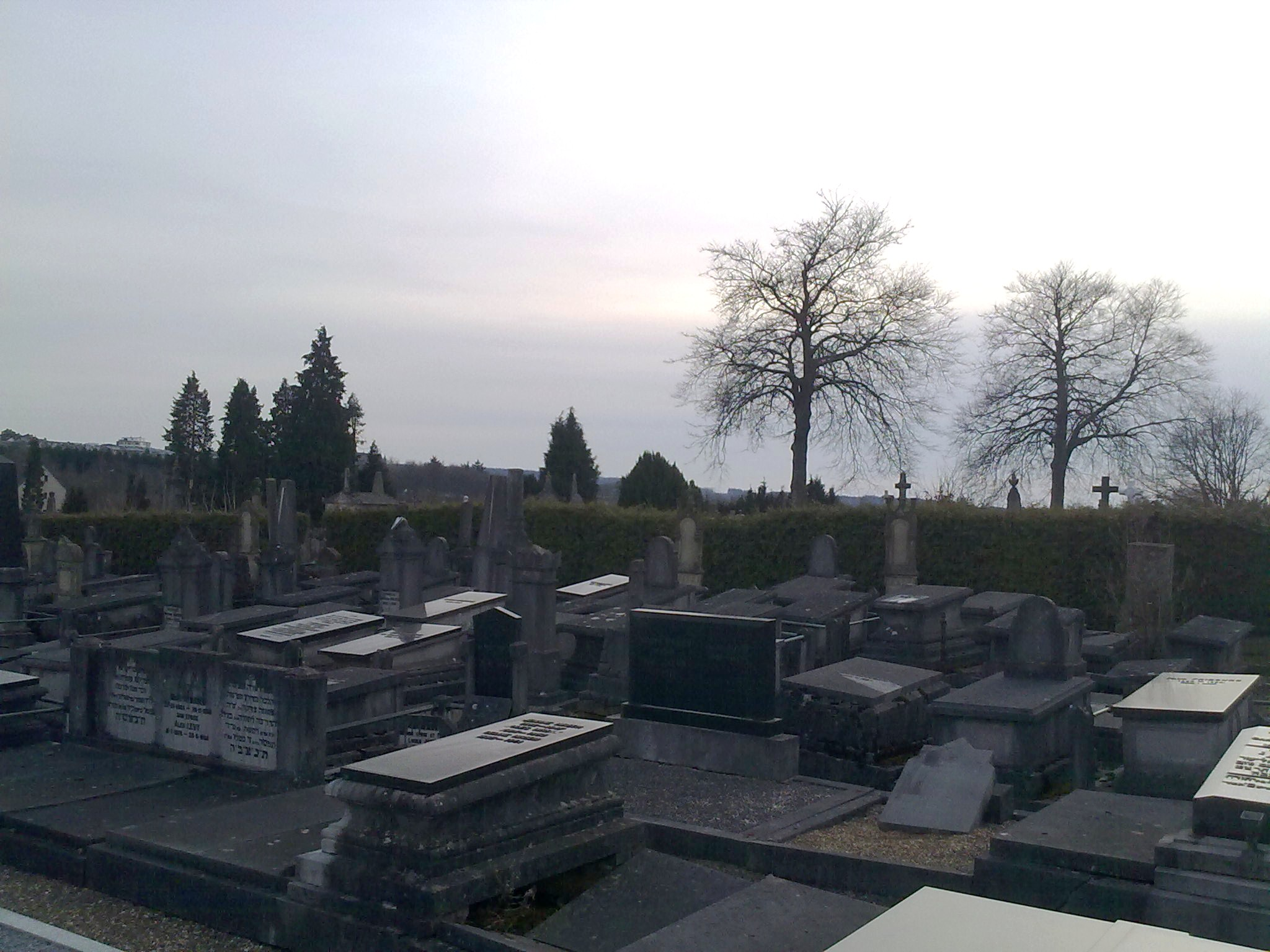
Autre vue de la section juive.